# زویرچری
زویرچری، روستایی در دهستان ملاثانی بخش مرکزی شهرستان باوی در استان خوزستان ایران است.

## جمعیت
بر پایه سرشماری عمومی نفوس و مسکن در سال ۱۳۹۵، جمعیت این روستا برابر با ۳۳۴ نفر (۸۳ خانوار) بوده است.